# Orava (región)

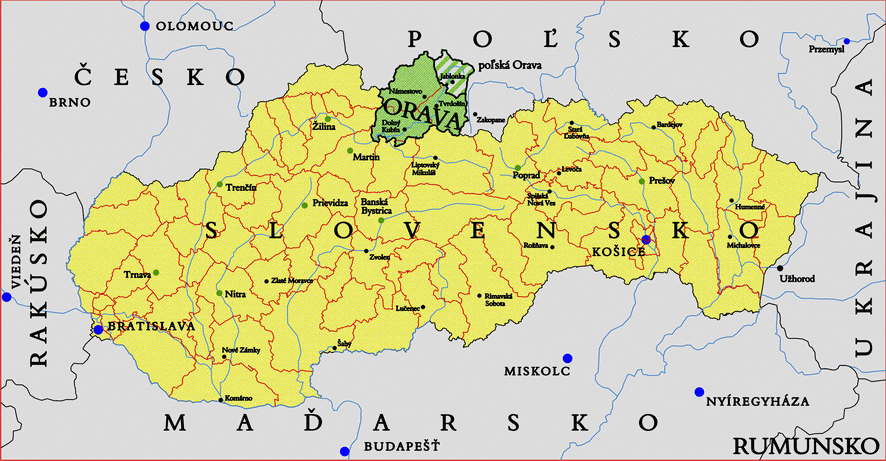
Orava en Eslovaquia.

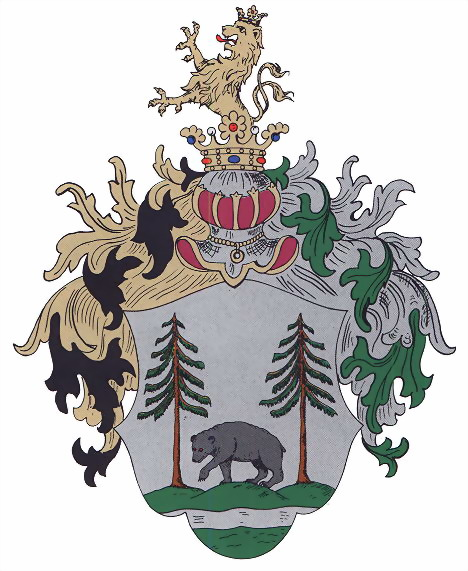
Escudo de armas del condado ya desaparecido.

Orava es el nombre tradicional de una región situada en el norte de Eslovaquia y también en parte en el sur de Polonia (con la grafía Orawa). Comprende el territorio del antiguo condado de Árva (en alemán: Arwa).

## Etimología
El nombre proviene del río Orava, que discurre por la región.

## Historia
El territorio pertenecía en su totalidad al Reino de Hungría entre 895 y 1920. El condado se creó antes del siglo XV. Su territorio estaba situado a lo largo del río Orava, entre Zázrivá y los montes Tatra, con el castillo de Orava como sede del condado. En 1910, cubría una superficie de 2019 km².

## Geografía

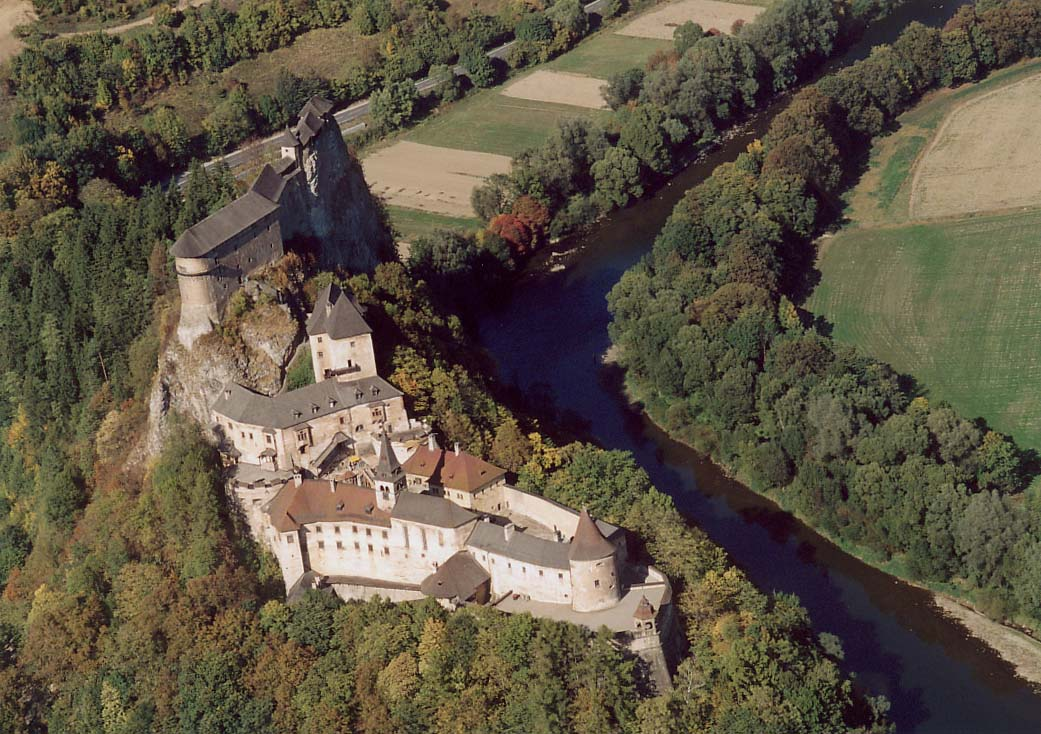
El castillo de Orava es el punto más destacado de la región.

Orava está reconocida como una de las veintiuna regiones turísticas de Eslovaquia. Sin embargo, al contrario que su predecesora, no tiene entidad de división administrativa.
La parte eslovaca de Orava está repartida entre los distritos de Dolný Kubin, Tvrdošín y Námestovo, todos ellos en la región de Žilina. Cubre un área de 1661 km², con una población de 126 000 habitantes. El pueblo de Oravská Polhora es el asentamiento más septentrional de toda Eslovaquia. El pueblo más importante de la parte eslovaca (y sede del antiguo condado) es Dolný Kubín.
La parte polaca de Orava pertenece al distrito de Nowy Targ, en el voivodato de Pequeña Polonia. El principal asentamiento es Jabłonka.